# Attard
Attard (officiële naam Ħ'Attard; ook wel Casal Attard genoemd) is een plaats en gemeente in centraal Malta met 10.186 inwoners (november 2005). Het maakt deel uit van de zogenaamde Drie Dorpen tezamen met Balzan en Lija.
Attard werd een zelfstandige parochie in 1499. Tegenwoordig bevat de plaats met name bebouwing uit de jaren 80 en later; in die periode beleefde Attard een sterke economische groei. In het centrum bevinden zich echter nog vele verbouwde boerderijen met hun herkenbare houten deuren en platte daken.
De huidige gemeente beslaat zo'n zeven vierkante kilometer; hierbinnen bevindt zich de plaats Ta' Qali inclusief het Ta' Qali Stadium. In Attard vindt men daarnaast de ambtswoning van de president van Malta, de Amerikaanse ambassade en het hoofdkantoor van de Malta Financial Services Authority (MFSA).
De beschermheilige van Attard is Maria. De jaarlijkse festa ter ere van deze heilige wordt gevierd op 15 augustus; deze dag geldt in Malta als een nationale feestdag.
|  |  |